# Пак Док Гю
Пак Док Гю (кор. 박덕규; 29 жовтня 1972, Південна Корея) — південнокорейський боксер, призер чемпіонату світу.

## Боксерська кар'єра
1989 року Пак Док Гю ввійшов до складу збірної Південної Кореї.
На Кубку світу 1990 в категорії до 54 кг програв в другому бою.
На чемпіонаті світу 1991 в категорії до 57 кг завоював срібну медаль.
- В 1/8 фіналу переміг Івана Робінсона (США) — 49-47
- У чвертьфіналі переміг Майкла Стренджа (Канада) — 22-17
- У півфіналі переміг Арнальдо Меса (Куба) — 16-15
- У фіналі програв Киркору Киркорову (Болгарія) — 14-14(+)

1992 року став чемпіоном Азії.
На Літніх Олімпійських іграх 1992 в першому бою переміг Сандагсурена Ерденебата (Монголія) — 13-2, а у чвертьфіналі програв Андреасу Тевсу (Німеччина) — 7-17.
На чемпіонаті світу 1993 програв в першому бою Марчеліка Тудоріу (Румунія).
1995 року на вечорі боксу в Найробі провів один бій з місцевим боксером Мусою Нджує на професійному рингу.